# بنتاين

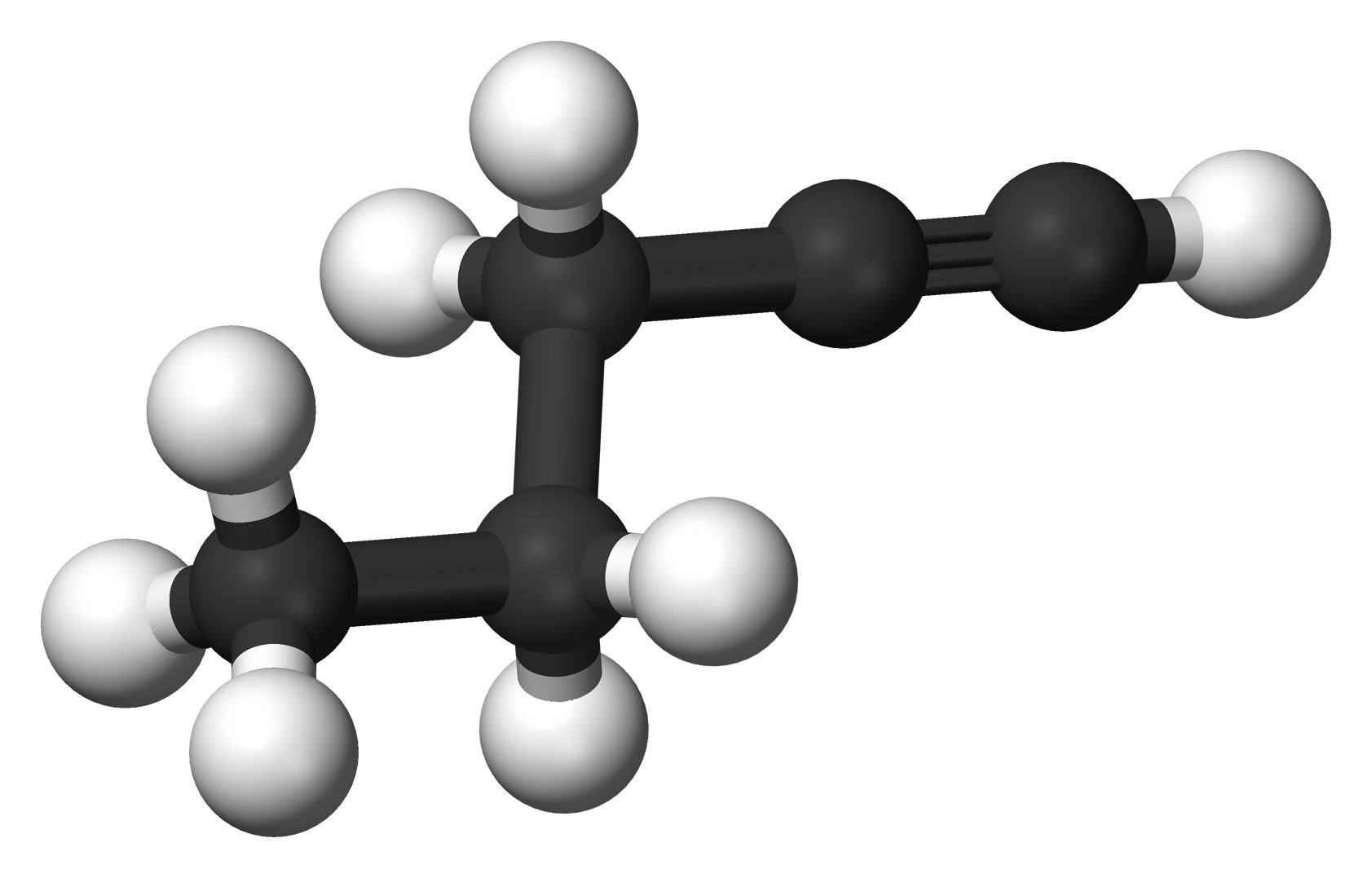
هيدروكربونات أليفاتية

قد يُقصد بـ«بنتاين» ما يلي:
- 1-بنتاين
- 2-بنتاين